# Splenektomija
Splenektomíja pomeni operacijsko odstranitev vranice.
Vranica ima pomembno vlogo v delovanju imunskega sistema. Med drugim iz krvi odstranjuje enkapsulirane bakterije. Posledično imajo bolniki po odstranitvi vranice povečano tveganje za okužbe; pride lahko do t. i. sistemske okužbe po splenektomiji (OPSI, angl, overwhelming postsplenectomy infection), ki pomeni urgentno stanje in lahko hitro napreduje v življenjsko ogrožajočo stanje.
Med pogostejše indikacije za splenektomijo spadajo poškodbe, tumorji, splenomegalija in hematološke bolezni, kot sta srpastocelična anemija in talasemija.

## Indikacije
Med pogostejše vzroke za splenektomijo spadajo:
- poškodbe vranice
- krvne bolezni in bolezni retikuloendotelnega sistema –  z odstranitvijo vranice se zdravi anemija, levkopenija in/ali trombocitopenija in s tem zmanjša potreba po pogostih transfuzijah krvi;[6]
  - hemolitične bolezni (hemolitična anemija, talasemija)
  - krvne rakave bolezni (akutna ali kronična levkemija, limfomi)
  - mieloproliferativne motnje (prava policitemija , mielofibroza)
  - trombocitopenične motnje (primarna imunska trombocitopenija)
- zapleti pri določenih okužbah (ehinokokna cista, malarija)
- vnetne bolezni (Feltyjev sindrom)
- maligni in benigni tumorji vranice[6]
- kriptogeni vzroki
- kongestivne bolezni (portalna hipertenzija)
- presnovne bolezni (amiloidoza, Gaucherjeva bolezen)

### Poškodba vranice
Poškodba vranice je ena od najpogostejših poškodb trebušnih organov, ki zaradi življenjsko nevarne krvavitve pogosto zahteva operacijo in kirurško odstranitev. Poškodba je vzrok splenektomije v približno 40 % primerov.

## Postopek
Splenektomija se lahko opravi laparoskopsko ali z odprto operacijo. Laparoskopski pristop je novejši (uveljavljati se je začel v začetku 90-ih let dvajsetega stoletja) in načeloma varnejši ter minimalno invaziven, vendar pa v nekaterih primerih ni mogoč in je še vedno pri deležu bolnikov potrebna odprta operacija. Prvotno so bile indikacije za laparoskopsko splenektomijo le benigne hematološke bolezni, kjer vranica ni močno povečana, kasneje so se indikacije razširile. Danes je laparoskopska splenektomija prednostni pristop pri številnih benignih in malignih boleni vranice, še vedno pa obstajajo določene kontraindikacije. Izrazite splenomegalije in vranice s premerom več kot 20 cm in težo nad 1000 do 1500 g pa so večinoma še vedno domena odprtega pristopa.

## Posledice
Vranica ima pomembno vlogo v delovanju imunskega sistema, in sicer opravlja tri specifične vloge: fagocitozo bakterij in tujih delcev, sintezo protiteles in aktivacijo alternativne poti komplementnega sistema. Vse tri poti sodelujejo pri preprečevanju nastanka bakterijske sepse, povzročene z inkapsuliranimi bakterijami, predvsem pnevmokoki, pa tudi meningokoki in hemofilusom influence tipa B. Za preprečevanje okužb se priporoča cepljenje proti omenjenim trem vrstam bakterij. Cepljenje se izvede 14 dni pred predvideno splenektomijo, vendar se cepljenje lahko v primeru urgentnega posega tudi odloži in se ga opravi dva do tri tedne po odstranitvi vranice. Po splenektomiji so namreč bolniki bolj dovzetni za okužbe zlasti z enkapsuliranimi bakterijami. Pride lahko do bakterijske sepse, zlasti do t. i. sistemske okužbe po splenektomiji (OPSI, angl, overwhelming postsplenectomy infection), ki pomeni urgentno stanje in lahko hitro napreduje v življenjsko ogrožajočo stanje. Tveganje za sepso pri bolnikih po splenektomiji je povečano za 10- do 20-krat. Sepsa je lahko smrtno nevarna, zlasti so ogroženi majhni otroci. Poleg cepljenja je dodaten ukrep za preprečevanje bakterijskih okužb uporaba antibiotikov; po splenektomiji bolniki prejemajo antibiotike načeloma dve leti, ko je tveganje za okužbe največje. Otroci prejemajo zaščito do petega leta oziroma najmanj dve leti po splenektomiji. Vsem osebam po splenektomiji se svetuje tudi vsakoletno cepljenje proti gripi.
Bolniki z odstranjeno vranico imajo tudi večje tveganje za babeziozo in za hujši potek te okužbe; smrt lahko nastopi po petih do osmih dneh od pojava prvih simptomov okužbe. Pojavi se lahko huda hemolitična anemija, poročali pa so tudi o hepatomegaliji. Parazitemija (prisotnost parazita v krvi) je prisotna pri do 85 % bolnikih z babeziozo, ki nimajo vranice, v primerjavi z 1−10 % bolnikov z zdravo vranico in normalno delujočim imunskim sistemom.

## Zgodovina
Prvo splenektomijo naj bi napravil Zaccaria iz Pola v Palermu leta 1549, pri bolniku z zapleti zaradi malarije, prvo splenektomijo pri bolnici s tumorjem vranice je opravil Quittembaum leta 1826, o prvi uspešni splenektomiji po poškodbi trebuha pa je poročal Riegner leta 1893. V drugi polovici 20. stoletja se je število splenektomij hitro povečevalo. Dolgo je veljalo, da je vranica nepomemben organ in da je odstranitev vranice povsem varna. Leta 1952 sta King in Schumacher opozorila na tveganje za pojav hudih okužb po splenektomiji, s čimer se je spremenilo razumevanje pomena vranice in povzročilo zmanjšanje navdušenosti nad splenektomijami kot povsem varnimi posegi.
Prvo laparaskopsko splenektomijo sta napravila Delaitre in Magnien leta 1991.